# 江南化工
安徽江南化工股份有限公司（深交所：002226，简称江南化工，英文：Anhui Jiangnan Chemical Industry Co.,Ltd.），是中国深圳证券交易所的一家上市公司，主营业务包括工业炸药、工业雷管、工业索类等民用爆炸物品的研发、生产、销售。
安徽江南化工股份有限公司于1998年12月由原安徽省宁国江南化工厂改制成立，2005年12月经安徽省人民政府及安徽省国资委批准整体变更为安徽江南化工股份有限公司，2008年5月6日在深圳证券交易所挂牌上市。
2018年，公司实现营业收入28.9亿元，同比增长27.2%；实现净利润2.2亿元，同比增长10.5%。